# Heglig
Heglig o Heglieg (in arabo هجليج‎? Hiǧlīǧ che significa "Dattero del deserto", in lingua dinka Pathou) è una piccola città del Kordofan Meridionale, situata in Sudan ma reclamata dal Sudan del Sud come parte del Warrap. L'area è stata luogo di scontro durante la guerra civile sudanese. Nella metà dell'aprile 2012, l'esercito sudsudanese ha occupato il campo petrolifero di Heglig durante il guerra di confine del 2012, i sudsudanesi hanno cambiato nome alla città nei 10 giorni di occupazione chimandola Panthou e annettendola al Sudan del Sud.

## Etimologia
Heglig è la parola araba per il "dattero del deserto", il frutto della Balanites aegyptiaca, un albero rintracciabile in Medio Oriente e Africa. I sufiti sudanesi usano i semi di heglig per realizzare dei rosari. Il Sudan del Sud non riconosce questo toponimo per il nome della città ma riconosce il toponimo Pathou che è la traduzione in lingua dinka della stessa parola araba.

## Giacimento petrolifero
Heglig si trova nel bacino Muglad, un rift contenente le riserve petrolifere del Sudan, individuate per la prima volta nel 1996 dalla Arakis Energy (oggi parte della Talisman Energy). Oggi vi opera la Greater Nile Petroleum Operating Company. La produzione a Heglig ha raggiunto il suo apice nel 2006 e oggi sarebbe in fase di diminuzione. Il campo petrolifero di Heglig è collegato alla capitale Khartum e a Port Sudan tramite il Grande Oleodotto del Nilo.
Nel luglio 2009, la Corte permanente di arbitrato (PCA) ha ridefinito i confini di Abyei, una regione che si trova a metà tra il Sudan del Sud e il Sudan settentrionale: la Corte ha collocato i giacimenti di Heglig e Bamboo nel distretto del Kordofan Meridionale (Sudan) ma la decisione non ha chiarito i termini della condivisione del petrolio. In base alla decisione, il governo sudanese ha annunciato che non condividerà il petrolio con il Sudan meridionale.
L'area è stata luogo di battaglia durante gli scontri sul confine del 2012. 11 aprile, l'Unione Africana ha chiesto al Sud Sudan di ritirare il proprio esercito dalla regione.